# Steven A. Morrow
Steven „Steve“ A. Morrow ist ein amerikanischer Tonmeister für Film und Fernsehen.

## Leben
Morrow begann seine Karriere Mitte der 1990er Jahre zunächst beim Fernsehen. Er wirkte in den folgenden Jahren auch an einigen Kurzfilmen mit. Ab Anfang der 2000er Jahre begann er langsam in Hollywood Fuß zu fassen. Er arbeitete zwar an größeren Filmprojekten mit, dort allerdings in untergeordneten Aufgaben wie der Second Unit oder bei Re-Shoots. 2004 und 2005 war er in Personalunion Regisseur, Autor, Tonmeister und Editor von drei Kurzfilmen, von denen er zudem zwei selbst produzierte. Er wirkte an einer Reihe von Fernsehserien mit, darunter Six Feet Under – Gestorben wird immer und Big Love. 2017 war er für La La Land gemeinsam mit Andy Nelson und Ai-Ling Lee für den Oscar in der Kategorie Bester Tonschnitt nominiert. Er erhielt zudem eine Nominierung für den BAFTA Film Award in der Kategorie Bester Ton.

## Filmografie (Auswahl)
- 2001: Scary Movie 2
- 2002: Austin Powers in Goldständer (Austin Powers in Goldmember)
- 2002: Panic Room
- 2003: Wonderland
- 2005: Thank You for Smoking
- 2006: Crank
- 2007: Das perfekte Verbrechen (Fracture)
- 2008: Untraceable
- 2011: Der Mandant (The Lincoln Lawyer)
- 2013: The Purge – Die Säuberung (The Purge)
- 2014: Das Glück an meiner Seite (You’re Not You)
- 2015–2018: Casual (Fernsehserie, 25 Episoden)
- 2016: La La Land
- 2017: CHiPs
- 2017: GLOW (Fernsehserie, 6 Episoden)
- 2018: Insidious: The Last Key
- 2018: The Cloverfield Paradox
- 2018: 15:17 to Paris (The 15:17 to Paris)
- 2018: Peppermint: Angel of Vengeance (Peppermint)
- 2018: Der Spitzenkandidat (The Front Runner)
- 2018: A Star Is Born
- 2018: Bad Times at the El Royale
- 2018: City of Lies
- 2018: The Mule
- 2019: Le Mans 66 – Gegen jede Chance (Ford v Ferrari)
- 2020: Birds of Prey: The Emancipation of Harley Quinn (Birds of Prey)
- 2020: Out of Play: Der Weg zurück (The Way Back)
- 2020: The Babysitter: Killer Queen
- 2020: The Prom
- 2021: Ghostbusters: Legacy (Ghostbusters: Afterlife)
- 2021: Being the Ricardos
- 2022: Der Gesang der Flusskrebse (Where the Crawdads Sing)
- 2022: Prey
- 2022: Don’t Worry Darling
- 2022: Babylon – Rausch der Ekstase (Babylon)
- 2023: Fast & Furious 10 (Fast X)
- 2023: Transformers: Aufstieg der Bestien (Transformers: Rise of the Beasts)
- 2023: Maestro
- 2023: Die Farbe Lila (The Color Purple)

## Auszeichnungen
- 2017: Oscar-Nominierung in der Kategorie Bester Tonschnitt für La La Land
- 2017: BAFTA-Film-Award-Nominierung in der Kategorie Bester Ton für La La Land
- 2019: Oscar-Nominierung in der Kategorie Bester Ton für A Star Is Born
- 2019: BAFTA-Film-Award-Nominierung in der Kategorie Bester Ton für A Star Is Born
- 2020: Oscar-Nominierung in der Kategorie Bester Ton für Le Mans 66 – Gegen jede Chance
- 2020: BAFTA-Film-Award-Nominierung in der Kategorie Bester Ton für Le Mans 66 – Gegen jede Chance
- 2024: Oscar-Nominierung in der Kategorie Bester Ton für Maestro
- 2024: BAFTA-Film-Award-Nominierung in der Kategorie Bester Ton für Maestro